# كولن نيكلسون (محامي)
كولن نيكلسون (بالإنجليزية: Colin Nicholson)‏ هو قاضي ومحامي نيوزيلندي، ولد في 21 يونيو 1936 في Turua ‏ في نيوزيلندا، وتوفي في 31 أكتوبر 2015 في أوكلاند في نيوزيلندا.